# Полеви огньове
„Полеви огньове“ (на японски: 野火) е японска драма от 1959 година, разказваща за опитите на един японски редник, болен от туберкулоза, да остане жив в заключителните етапи на Втората световна война.

## Сюжет
Февруари 1945 година. Деморализираната Японска императорска армия на остров Лейте се намира в окаяно състояние, лишена от подкрепа и доставки. Съюзническите сили са в процес на освобождение на Филипините. Редник Тамура (Ейдзи Фунакоши) е болен от туберкулоза и изглежда като безполезно бреме за своята част, макар тя да е сведена до само един взвод. На него му е заповядано да извърши самоубийство, ако в полевата болница не са в състояние да му помогнат. Добродушен войник му дава няколко картофа от оскъдните запаси на взвода.
По своя път към болницата, Тамура забелязва загадъчни огньове в полето. Когато достига до препълнената болница, той вече не се чувства толкова болен, че да има нужда от лечение. Той се присъединява към група други пациенти отвън. Когато съюзниците започват да обстрелват територията, медицинският персонал изоставя ранените и болните, и бяга. Болницата е уцелена и унищожена. Бягайки, Тамура се оглежда назад и вижда разпръснатите тела, но решава да не се връща и да помага на тези, които са оцелели.
Пътувайки сам, Тамура се натъква на изоставено село на брега на океана, където открива купчина от тела на мъртви японски войници. Докато търси храна, двойка млади филипинци пристигат с кану и влизат в една от хижите, за да вземат скритата под дъските на пода там торбичка със сол. Когато Тамура влиза в хижата, девойката започва да пищи. Той се опитва да я успокои, насочвайки към нея пушката си, но тя не престава и Тамура я застрелва. Младото момче избягва с кануто си, а Тамура взима солта и напуска селото.
След това, Тамура среща трима японски войници. Те забелязват още един пожар. Тамура вярва, че това са сигнални огньове, но един от войниците му казва, че фермерите горят стеблата на царевицата. Командирът на импровизирания отряд заявява на Тамура, че армията е получила заповед да се изтегли на север към Паломпон, от където да бъде евакуирана Себу. Тамура пита дали може да пътува с тях. Когато един войник забелязва пълната чанта на Тамура, той е принуден да подели солта с останалите.
Скоро след това, те се присъединяват към поток от дрипави, недохранени и обезсърчени войници, пътуващи към Паломпон. Сред тях са Нагамацу (Майки Къртис) и Ясуда (Осаму Такизава), с които Тамура е бил в един взвод. Ясуда е ранен в крака, а Нагамацу се опитва да търгува тютюн срещу храна. Когато войниците достигат до натоварена пътна артерия, решават да изчакат да се спусне нощта и тогава да я пресекат. Попадат обаче в американска засада. Малкото оцелели бягат обратно по пътя, от който са дошли. Пристига един американски джип и Тамура решава да се предаде, но се отказва от идеята, виждайки как въоръжена филипинка убива японски войник, опитващ се да стори същото. Съпровождащите я американски войници не успяват да я спрат. Тамура скита безцелно и се натъква на един полудял и изтощен войник, който му разрешава да яде от тялото му, след като той умре. Тамура бързо напуска.
Тамура отново се натъква на Нагамацу и Ясуда. Те му казват, че са оцелели хранейки се с маймунско месо и живеят в гората. По-късно Нагамацу отива на лов. Когато Тамура споменава, че притежава граната, дадена му да се самоубие, Ясуда му я открадва. Тамура отива в гората да търси Нагамацу. Когато Нагамацу почти не го убива, Тамура осъзнава какво всъщност е маймунското месо. Нагамацу му казва, че ако не бяха прибегнали до канибализъм е нямало да оцелеят. Връщайки се обратно към лагера, Тамура споменава, че Ясуда има граната. Нагамацу му казва, че трябва да го убият, защото иначе Ясуда ще убие тях с гранатата. Въпреки това, Ясуда е твърде предпазлив. Нагамацу се барикадира около единствения източник на вода в региона. След няколко дни Ясуда решава да преговаря, но не се получава. Ясуда се опитва да си проправи път към водата и е застрелян от Нагамацу, който веднага се захваща с разфасоването на тялото. Отвратеният Тамура убива Наганацу.
Отчаяният Тамура се отправя към полевите огньове, за да намери някой, който все още води нормален живот. Той върви бавно, въпреки че филипинците го обстрелват. Накрая той рухва на земята и посреща съдбата си.

## В ролите
- Ейдзи Фунакоши като Тамура
- Осаму Такизава като Ясуда
- Майки Къртис като Нагамацу
- Мантаро Ушио като сержанта
- Кю Садзанака като военния медик
- Йошихиро Хамагучи като офицера
- Асао Сано като единия войник
- Масая Цукида като втория войник
- Хикару Хоши като третия войник

## Награди
- Награда Синя лента за най-добър режисьор на Кон Ичикава от 1960 година.
- Награда Синя лента за най-добър оператор на Сецуо Кобаяши от 1960 година.
- Награда Кинема Джъмпо за най-добра мъжка роля на Ейдзи Фунакоши от 1960 година.
- Награда Кинема Джъмпо за най-добър сценарий на Натто Вада от 1960 година.
- Награда Златна платноходка за най-добър филм от Международния кинофестивал в Локарно, Швейцария през 1961 година.
- Награда за най-добра мъжка роля на Ейдзи Фунакоши от филмовия конкурс Майничи през 1960 година.[1]